# Giro dell'Umbria 1954
Il Giro dell'Umbria 1954, ventiduesima edizione della corsa, si svolse in tre tappe, dal 3 al 5 settembre 1954, su un percorso di 508,8 km. La vittoria fu appannaggio dell'italiano Giuseppe Marcoccia, che completò il percorso in 14h54'02", precedendo i connazionali Virgilio Rezzi e Italo Mazzacurati. Conclusero la prova 42 dei 105 ciclisti al via.
Fu organizzato dal settimanale Centro Italia, in collaborazione con il Velo Club Spoleto, e riservato ai dilettanti Seniores e Juniores.

## Tappe
| Tappa  | Data        | Percorso          | km    | Vincitore di tappa | Leader cl. generale |
| ------ | ----------- | ----------------- | ----- | ------------------ | ------------------- |
| 1ª     | 3 settembre | Spoleto > Orvieto | 160   | Rizzardo Brenioli  | Rizzardo Brenioli   |
| 2ª     | 4 settembre | Orvieto > Gubbio  | 176,8 | Giuseppe Marcoccia | Giuseppe Marcoccia  |
| 3ª     | 5 settembre | Gubbio > Spoleto  | 172   | Idrio Bui          | Giuseppe Marcoccia  |
| Totale | Totale      | Totale            | 508,8 |                    |                     |

## Dettagli delle tappe

### 1ª tappa
- 3 settembre: Spoleto > Orvieto – 160 km

Risultati
| Pos. | Corridore         | Squadra | Tempo    |
| ---- | ----------------- | ------- | -------- |
| 1    | Rizzardo Brenioli | -       | 4h40'10" |
| 2    | Secondo Finessi   | -       | s.t.     |
| 3    | Italo Mazzacurati | -       | s.t.     |

| Pos. | Corridore         | Squadra | Tempo |
| ---- | ----------------- | ------- | ----- |
| 1    | Rizzardo Brenioli | -       | ?     |
| 2    | ?                 | -       | ?     |
| 3    | ?                 | -       | ?     |

### 2ª tappa
- 4 settembre: Orvieto > Gubbio – 176,8 km

Risultati
| Pos. | Corridore          | Squadra   | Tempo    |
| ---- | ------------------ | --------- | -------- |
| 1    | Giuseppe Marcoccia | A.S. Roma | 5h06'30" |
| 2    | Virgilio Rezzi     | Indomita  | a 3'23"  |
| 3    | Italo Mazzacurati  | -         | a 7'09"  |

| Pos. | Corridore          | Squadra   | Tempo |
| ---- | ------------------ | --------- | ----- |
| 1    | Giuseppe Marcoccia | A.S. Roma | ?     |
| 2    | ?                  | -         | ?     |
| 3    | ?                  | -         | ?     |

### 3ª tappa
- 5 settembre: Gubbio > Spoleto - 172 km

Risultati
| Pos. | Corridore       | Squadra      | Tempo    |
| ---- | --------------- | ------------ | -------- |
| 1    | Idrio Bui       | C.S. Firenze | 5h00'04" |
| 2    | Romano Bani     | -            | s.t.     |
| 3    | Angelo Olivieri | -            | a 21"    |

| Pos. | Corridore          | Squadra   | Tempo     |
| ---- | ------------------ | --------- | --------- |
| 1    | Giuseppe Marcoccia | A.S. Roma | 14h54'02" |
| 2    | Virgilio Rezzi     | Indomita  | a 1'58"   |
| 3    | Italo Mazzacurati  | -         | a 5'00"   |

## Classifiche finali

### Classifica generale - Maglia verde
| Pos. | Corridore          | Squadra      | Tempo     |
| ---- | ------------------ | ------------ | --------- |
| 1    | Giuseppe Marcoccia | A.S. Roma    | 14h54'02" |
| 2    | Virgilio Rezzi     | Indomita     | a 1'58"   |
| 3    | Italo Mazzacurati  | -            | a 5'00"   |
| 4    | Giuseppe Morini    | -            | a 8'34"   |
| 5    | Angelo Olivieri    | -            | a 8'39"   |
| 6    | Secondo Finessi    | -            | a 10'03"  |
| 7    | Idrio Bui          | C.S. Firenze | a 13'08"  |
| 8    | Adriano Zamboni    | -            | a 14'44"  |
| 9    | Piero Gattoni      | -            | a 15'13"  |
| 10   | L. Mastroberardino | C. Baratta   | a 15'40"  |